# Paul Podolay
Paul Podolay (nascido em 30 de maio de 1946) é um político alemão. Nasceu em Bratislava e representa a Alternativa para a Alemanha (AfD). Paul Podolay é membro do Bundestag do estado da Baviera desde 2017.

## Vida
Ele tornou-se membro do bundestag após as eleições federais alemãs de 2017. É membro da Comissão de Saúde e Relações Exteriores.